# Charader

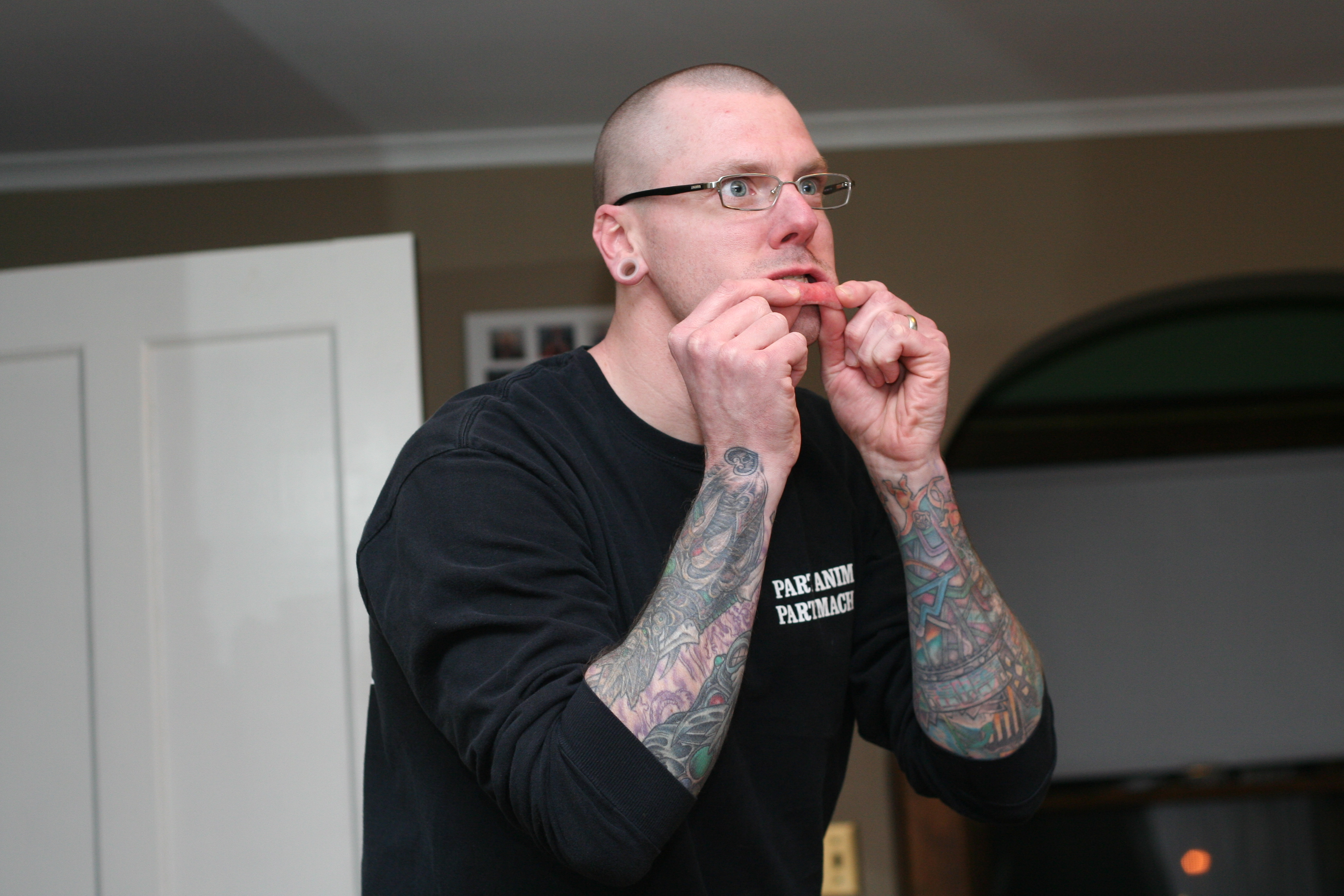
En man spelar charader

Charader är en lek som går ut på att en deltagare ljudlöst ska illustrera något enbart med hjälp av gester och kroppsspråk, som en pantomim, medan andra deltagare, ofta indelade i lag, ska gissa vad som illustreras. Deltagarna har vanligen i förväg skrivit ner det som ska illustreras på lappar, som under spelets gång dras slumpmässigt ur en behållare av den deltagare vars tur det är att gestikulera.